# Pedro IV de Aragão
Pedro IV (Balaguer, 5 de setembro de 1319 – Barcelona, 6 de janeiro de 1387), apelidado de "o Cerimonioso" e "o de Punhal Pequeno", foi o Rei de Aragão e das Coroas Aragonesas de 1336 até sua morte e também Rei de Maiorca a partir de 1344. Era filho do rei Afonso IV e sua primeira esposa Teresa de Entença.

## Casamento e filhos
Em 1338, ele casou com Maria de Navarra (1329-1347), filha de João II de Navarra. Ela deu-lhe duas filhas: 
- Constança de Aragão (1343-1363), que casou com Frederico III da Sicília.
- Joana de Aragão, Condessa de Ampurias (1346).

Em 1347, ele casou com Leonor de Portugal (1328-1348), filha de D. Afonso IV de Portugal. Ela morreu um ano depois com peste negra. 
O seu terceiro casamento foi com Leonor da Sicília (1325-1375), filha de Pedro II da Sicília. Quatro crianças nasceram deste casamento: 
- João I de Aragão.
- Martim I de Aragão.
- Leonor de Aragão, que casou com João I de Castela e foi a mãe de Fernando I de Aragão.
- Afonso (morreu jovem).

O seu último casamento, em 1377, foi com Sibila de Fortià, que lhe deu uma filha:
- Isabel de Aragão (1376-1424), que casou com o seu primo Jaime II, conde de Urgel.

## Galeria

Pedro IV de Aragão
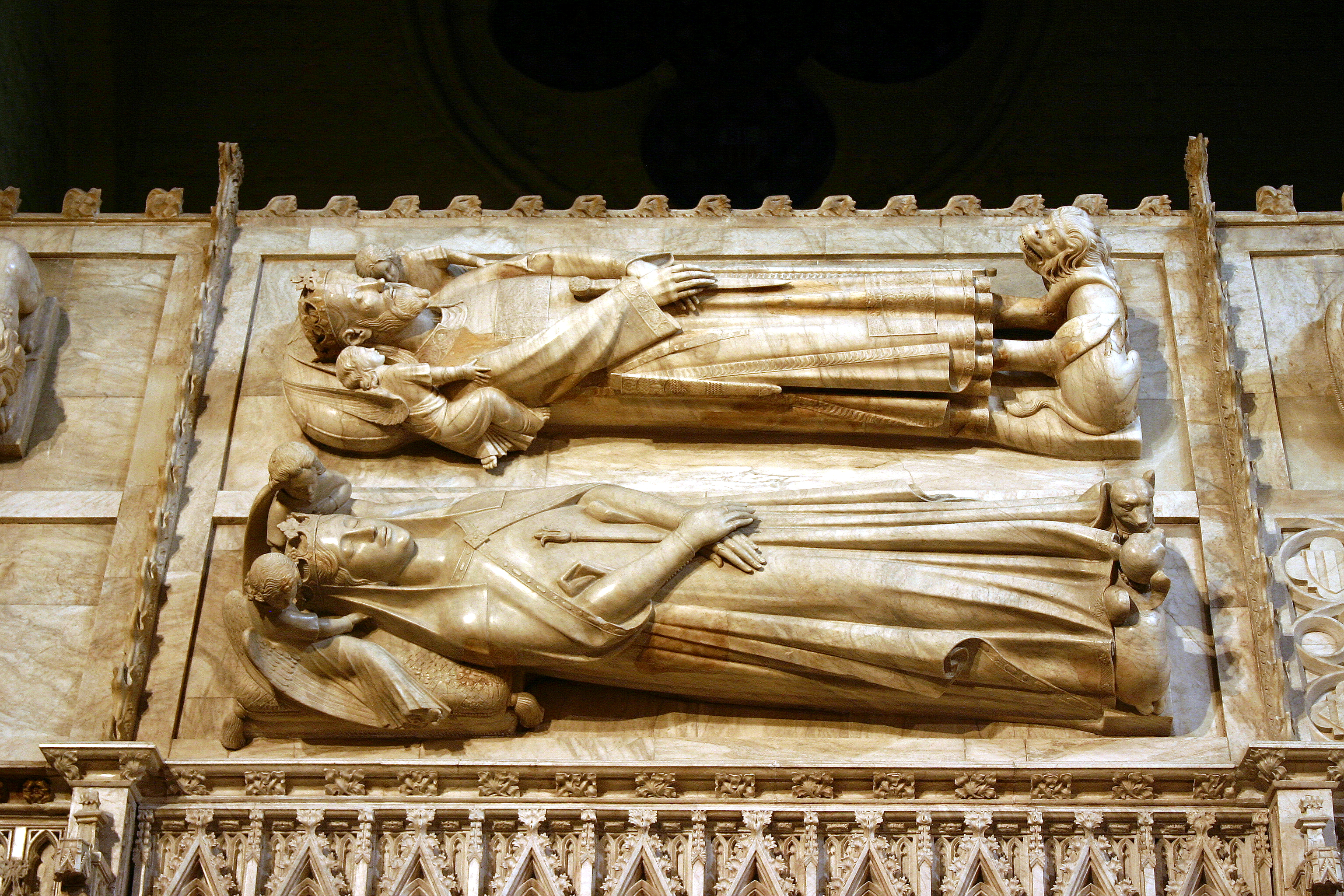
Túmulo de Pedro IV e sua esposa Leonor da Sicília no Mosteiro de Poblet, na Catalunha